# Икономическа депресия
Терминът икономическа депресия се използва за означаване на устойчив и продължителен икономически спад, по-голям отколкото при рецесия (при която спадът се приема за нормален, част от икономическия цикъл на покачване и понижение).

## Икономически депресии
- Паниката от 1837 в САЩ.
- Дългата депресия (1873 – 1896) – засяга целия тогавашен индустриален свят.
- Голямата депресия – през 30-те години на 20 век.